# HSA Hoya bis Bücken
Die Dampflokomotiven Hoya bis Bücken waren dreiachsige Lokomotiven der meterspurigen Kleinbahn Hoya–Syke–Asendorf, die Wunstorf eine gleichartige Lokomotive der Steinhuder Meer-Bahn.

## Geschichte
Die Kleinbahn Hoya–Syke–Asendorf beschaffte zur Betriebsaufnahme 1899 vier dreiachsige Lokomotiven bei der Hanomag, wie sie in ähnlicher Ausführung auch für andere Kleinbahnen gebaut wurden. Sie erhielten die Namen HOYA, SYKE, VILSEN und BRUCHHAUSEN. 1902 und 1912 wurden noch zwei gleichartige Lokomotiven als ASENDORF und BÜCKEN beschafft. Diese Lokomotiven blieben lange Zeit die einzigen der HSA. Nur zwischen 1947 und Anfang der 1950er Jahre verfügte die HSA über einen kleinen B-Kuppler mit der NLEA-Nr. 30 als Reservemaschine und für temporären Ersatz der im Zweiten Weltkrieg durch mangelnde Wartung, bis auf zwei Exemplare, ausgefallenen Maschinen. Nach der Instandsetzung dieser Lokomotiven wurde die Lok 30 verschrottet. Durch Einsatz von Triebwagen im Personenverkehr ab den 1930er Jahren reichten die Lokomotiven für den Güterverkehr aus.
Die VILSEN wurde bereits 1937 ausgemustert und während des Zweiten Weltkrieges verschrottet.
Beim Niedersächsischen Landeseisenbahnamt bekamen die übrigen Lokomotiven 1950 die Nummern 31–35.
ASENDORF wurde 1955 ausgemustert. Nach Umspurung der Strecke Hoya–Syke wurden die Schmalspurlokomotiven 1966 überflüssig. Während die BRUCHHAUSEN als Reserve für die auf der nicht umgespurten Strecke Bruchhausen-Vilsen–Asendorf eingesetzten Diesellokomotiven vorgehalten wurde und ab 1966 bei der Museums-Eisenbahn des Deutschen Eisenbahn-Vereins zum Einsatz kam, wurde die HOYA nach der aus Hoya Richtung Syke fortschreitenden Umspurung 1965 in Syke abgestellt. SYKE und BÜCKEN wurden 1964 und 1966 ausgemustert und verschrottet.

### Wunstorf
1908 lieferte die Hanomag ein weiteres Exemplar dieser Bauart an die Steinhuder Meer-Bahn (StMB) mit dem Ziel, die bis dahin eingesetzten zweiachsigen Maschinen zu entlasten.
Sie wurde bei der StMB als „7 Wunstorf“ eingereiht.
Mit der Anschaffung modernerer Lokomotiven in den 1920er Jahren und einer aufwändigen bevorstehenden Hauptuntersuchung wurde die Lok ca. 1936 verschrottet.

## Technische Merkmale
Die Lokomotiven haben drei Achsen, wobei die dritte Achse angetrieben wird. Die Räder sind nicht als Speichenräder, sondern als Vollscheibenräder ausgeführt. Die mittlere Achse hat zur besseren Kurvenläufigkeit keine Spurkränze. Die Feuerbüchse ist aus Kupfer, die Wasserzufuhr regeln zwei Strube-Injektoren und es gibt ein Ramsbottom-Sicherheitsventil. Die Lokomotiven haben Stephenson-Steuerung mit Flachschieber. Für die Lok ist eine Extersche Wurfhebelhandbremse vorhanden, für den Zug eine Körting-Saugluftbremse. Ursprünglich verfügten die Lokomotiven auch über einen Elevator zum Wassernehmen, er wurde 2014 bei der Lok Hoya wieder rekonstruiert.

## Erhaltene Loks

### Hoya
Da die Lokomotive BRUCHHAUSEN 1968 für eine Hauptuntersuchung fällig war, wurde HOYA im Ausbesserungswerk Bremen-Sebaldsbrück von Lehrlingen aufgearbeitet, da ihr Kessel in einem besseren Zustand als der der BRUCHHAUSEN war. Sie konnte ab 1968 vor den Museumszügen des Deutschen Eisenbahn-Vereins eingesetzt werden. 1974 wurde erstmals in der Werkstatt der Museums-Eisenbahn eine Hauptuntersuchung durchgeführt. 1995 musste die Lok wegen eines schadhaften Kessels abgestellt werden. Wegen fehlender Mittel blieb sie das auch bis 2000. Im Dampflokwerk Meiningen wurde ein neuer Kessel in geschweißter Ausführung hergestellt. Auch viele Teile des Fahrwerkes, wie die Räder, wurden neu hergestellt und Aufbauten wie Führerhaus und Kohlekästen wurden neu gefertigt. 2006 war die Hauptuntersuchung beendet und die HOYA konnte wieder eingesetzt werden.

### Bruchhausen

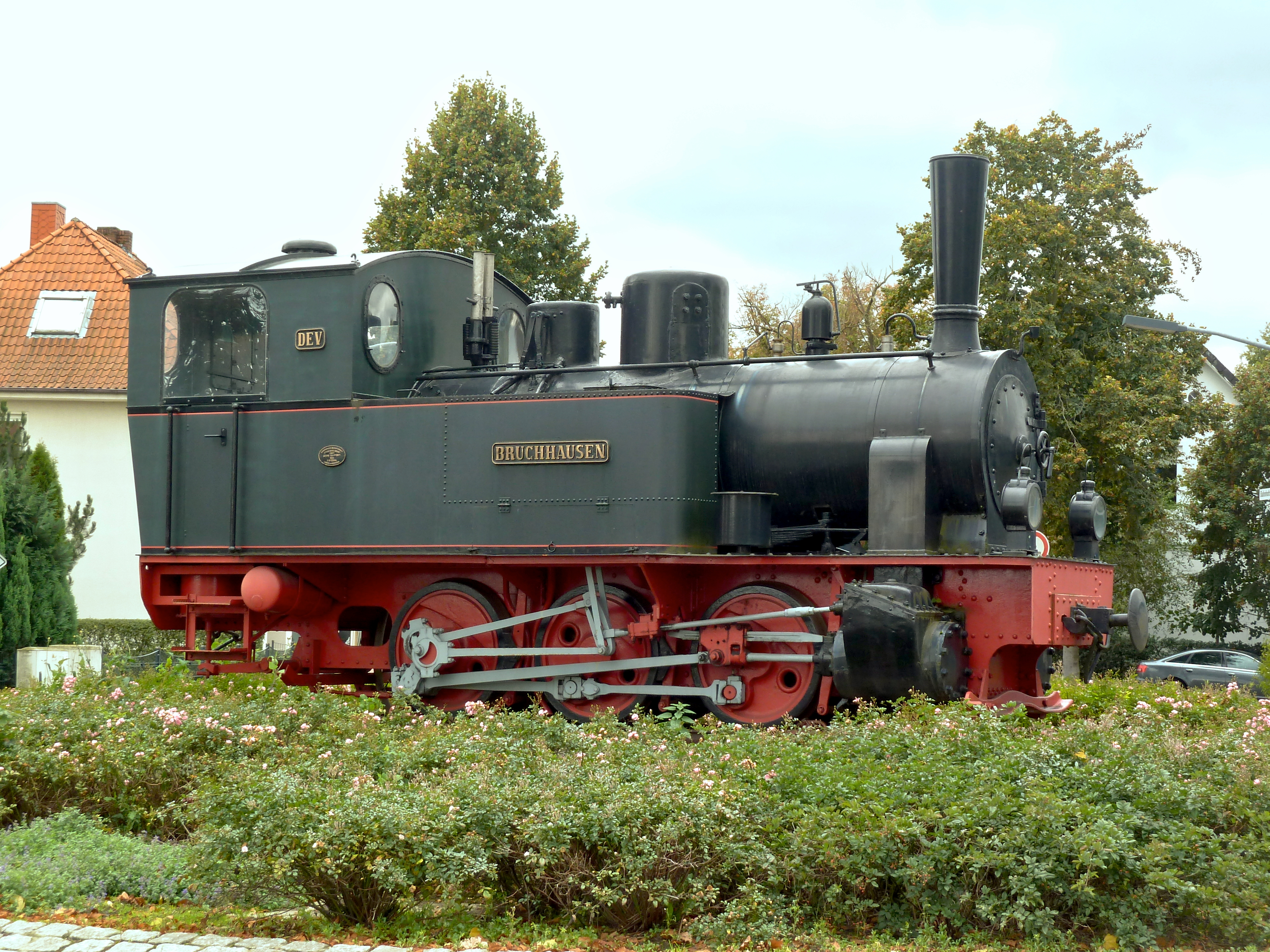
BRUCHHAUSEN als Denkmal, 2010

Lok BRUCHHAUSEN war 1968 wegen Fristablaufs abgestellt worden. Sie wurde 1971 in der Nähe des Bahnhofes Bruchhausen-Vilsen als Denkmallok aufgestellt und nach Anlage eines Verkehrskreisels am Bahnhof 2003 in dessen Mitte gestellt.